# Unione Sportiva Imperia 1984-1985
Questa voce raccoglie le informazioni riguardanti l'Unione Sportiva Imperia nelle competizioni ufficiali della stagione 1984-1985.

## Rosa
| N. |                   | Ruolo | Calciatore         |
| -- | ----------------- | ----- | ------------------ |
|    | Italia (bandiera) | C     | Marco Barbagli     |
|    | Italia (bandiera) | D     | Guido Calzia       |
|    | Italia (bandiera) | A     | Emilio Chistolini  |
|    | Italia (bandiera) | C     | Stefano Civeriati  |
|    | Italia (bandiera) | C     | Francesco Conti    |
|    | Italia (bandiera) | D     | Paolo Doni         |
|    | Italia (bandiera) | C     | Stefano Martinelli |
|    | Italia (bandiera) | C     | Luigi Massimilia   |
|    | Italia (bandiera) | A     | Walter Minietti    |

| N. |                   | Ruolo | Calciatore              |
| -- | ----------------- | ----- | ----------------------- |
|    | Italia (bandiera) | C     | Enrico Mirotti          |
|    | Italia (bandiera) | D     | Luca Oddone             |
|    | Italia (bandiera) | C     | Rocco Parisi            |
|    | Italia (bandiera) | A     | Marco Samaritani        |
|    | Italia (bandiera) | P     | Gianni Marco Sansonetti |
|    | Italia (bandiera) | D     | Giovanni Schiesaro      |
|    | Italia (bandiera) | D     | Fabio Trapani           |
|    | Italia (bandiera) | D     | Giacomo Zaccaria        |
|    | Italia (bandiera) | A     | Vinicio Zardi           |